# Meddle (canção)
"Meddle" é uma canção electropop executada pela cantora inglesa Little Boots.  A canção foi escrita por Victoria Hesketh e Joe Goddard para o EP de estreia Arecibo (2008) e, posteriormente, apareceu em seu álbum de estreia, Hands (2009). Ele foi lançado como uma edição limitada single em 4 de agosto de 2008 no Reino Unido.

## Crítica e Recepção
"Meddle" recebeu críticas positivas dos críticos de música. Em uma resenha do MusicOMH.com, John Murphy chamou a canção de "penetrante produção electro" que tinha "um ponto incrível perto do final, onde os backing vocals parecem transformar-se em cantos gregorianos antes de chutar de volta para a batida de discoteca."  Neil Queen da The Times descreveu como uma "viagem" na "forma de um híbrido disco/drum and bass que é uma punhalada no cérebro."

## Uso na TV
"Meddle" é muito utilizada na transição entre as cenas da sitcom Friday Night Dinner de Robert Popper no canal 4 da televisão inglesa.

## Formatos
Estes são os formatos de lançamento do single "Meddle".
CD

(4Bones; Lançado 4 agosto 2008)
1. "Meddle" – 3:16

Vinil 7 polegadas

(4Bones; Lançado 4 agosto 2008)
1. "Meddle" – 3:16
2. "Meddle" (Toddla T & Ross Orton remix) – 3:23

Vinil 12 polegadas 

(679L164T; Lançado 8 dezembro 2008)
1. "Stuck on Repeat" (Alexander Robotnik remix)
2. "Meddle" (Joker remix)

Outras versões
1. "Meddle" (Ebola remix)
2. "Meddle" (Baron von Luxxury Technicolor Remix)
3. "Meddle" (Tenorion Piano version)
4. "Meddle" (Treasure Fingers Remix)

## Posição nas paradas
| Tabela (2008)    | Posição |
| ---------------- | ------- |
| UK Singles Chart | 97      |